# Коркањано (Парма)
Коркањано (итал. Corcagnano) је насеље у Италији у округу Парма, региону Емилија-Ромања.
Према процени из 2011. у насељу је живело 3115 становника. Насеље се налази на надморској висини од 124 м.